# Andy Savoy
Pour les articles homonymes, voir Savoy.
Andy Savoy, né le 12 juillet 1963 à Fredericton, est un ingénieur et homme politique canadien du Nouveau-Brunswick. Il représente la circonscription fédérale néo-brunswickoise de Tobique—Mactaquac en tant que député libéral à la Chambre des communes de 2000 à 2006.

## Biographie
Né le 12 juillet 1963 à Fredericton et ayant grandi dans le comté de Victoria du village de Perth-Andover, Savoy étudie en ingénierie à l'Université du Nouveau-Brunswick avant de faire ensuite un Master of Business Administration.
Élu député à la Chambre des communes de la circonscription de Tobique—Mactaquac sous la bannière du Parti libéral du Canada en 2000. Réélu en 2004, il est défait en 2006. Après sa défaite, le premier ministre néo-brunswickois Shawn Graham indique qu'il serait très heureux que Savoy se présente sous la bannière libérale provinciale lors des prochaines élections néo-brunswickoises.
Savoy supporte Bob Rae lors de la course à la chefferie libérale de 2006.